# Zbrodnia w Marii Woli
Zbrodnia w Marii Woli – zbrodnia dokonana przez Ukraińską Powstańczą Armię i chłopów ukraińskich na mieszkańcach kolonii Maria Wola, położonej w powiecie włodzimierskim województwa wołyńskiego, podczas  rzezi wołyńskiej. 12 lipca 1943 r. zginęło w niej 227 lub 228 osób – Polaków oraz członków rodzin polsko-ukraińskich.
Około godziny 15-tej bojówki UPA i grupy chłopstwa ukraińskiego otoczyły osadę i przystąpiły do mordowania jej mieszkańców przy użyciu broni palnej, siekier, noży, wideł i drągów. Około 30 jeszcze żywych ofiar wrzucono do studni i przygnieciono kamieniami. Kilkadziesiąt osób spalono żywcem. Wśród ofiar był Ukrainiec Dziduch zamordowany za odmowę zabicia własnej żony narodowości polskiej. Po dokonaniu zbrodni osada została obrabowana i spalona.

## Literatura
- Grzegorz Motyka, Ukraińska partyzantka 1942-1960, Warszawa 2006 Wyd. Instytut Studiów Politycznych PAN, Oficyna Wydawnicza "Rytm", ISBN 83-88490-58-3 (ISP PAN,) ISBN 83-7399-163-8 (Rytm), ISBN 978-83-88490-58-3;
- Władysław Siemaszko, Ewa Siemaszko, Ludobójstwo dokonane przez nacjonalistów ukraińskich na ludności polskiej Wołynia 1939–1945, Warszawa: „von borowiecky”, 2000, ISBN 83-87689-34-3, OCLC 749680885.